# Memo Gidley
José Guillermo "Memo" Gidley (La Paz, 29 de setembro de 1970) é um automobilista norte-americano nascido no México. Possui também origem alemã.
Pela CART (mais tarde, Champ Car), correu entre 1999 e 2001, pelas equipes Walker, Payton-Coyne, Forsythe, Della Penna e Chip Ganassi, retornando em 2004, pela Rocketsports. Conquistou apenas um pódio na categoria, ao chegar em terceiro lugar no GP de Houston, em 2001. No mesmo ano, na etapa de Elkhart Lake, Gidley sofreu um grave acidente na entrada do túnel, ficando fora de uma corrida. A violência do acidente fez com que o monoposto ficasse irreconhecível.
Pela IRL (futura IndyCar Series), correu entre 2000 e 2002, se classificando apenas para o GP de Fontana de 2002, pela Dreyer & Reinbold. Inscreveu-se para três edições das 500 Milhas de Indianápolis, correndo por Pelfrey, Brayton e Duesenberg, mas não se classificou para nenhuma delas.
Além da CART e da IRL, Gidley competiu também na American Le Mans Series, em 1999, 2006–07, 2010 e 2012. Nas 24 Horas de Daytona de 2014, sofreu um grave acidente quando bateu seu Corvette DP contra a Ferrari pilotada por Matteo Malucelli. Levado ao hospital, o veterano teve fraturas e ferimentos nos braços e nas pernas.